# Thomas Aird
Thomas Aird, född 28 augusti 1802 i Bowden, Roxburghshire, Skottland, död 28 april 1876, skotsk författare som tillbringade den största delen av sitt liv som redaktör för en konservativ tidning i Dumfries. Han blev som skald populär genom The devil's dream och andra dikter (Poetical works i flera upplagor) samt genom The old bachelor in the old scottish village (1845), en godmodig skildring av skotskt folkliv. Vidare utgav han en samling metafysiska uppsatser under titeln Religious characteristics (1827).